# Ines Filohn
Ines Filohn (* 1960 oder 1961) ist eine deutsche Polizistin und Ministerialbeamtin. Sie ist seit 2025 Sprecherin der Landesregierung Brandenburg.

## Leben
Filohn trat in den 1980er Jahren als Sachbearbeiterin in die Deutsche Volkspolizei ein. Nach der Wende wurde sie in die Polizei Brandenburg übernommen. Von 2002 bis 2011 war sie Sprecherin des Polizeipräsidiums Potsdam. Von 2011 bis 2025 leitete sie die Pressestelle der Polizeidirektion Süd in Cottbus. Zuletzt war sie im Rang einer Ersten Polizeihauptkommissarin.
Am 1. Juni 2025 wurde Filohn als Nachfolgerin von Florian Engels zur Sprecherin der brandenburgischen Landesregierung ernannt.